# Bartolomeo Borghesi

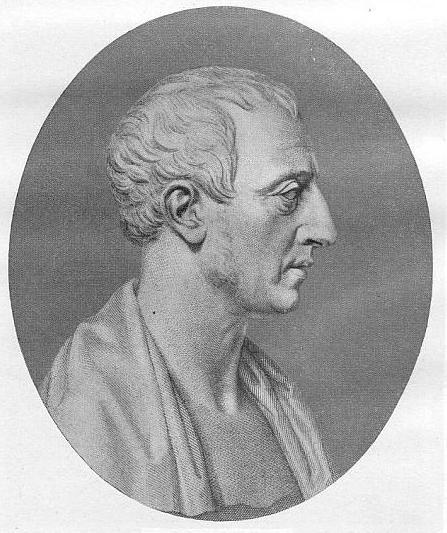
Bartolomeo Borghesi

Bartolomeo (ook Bartolommeo) Borghesi (Savignano, 11 juli 1781 – San Marino, 16 april 1860) was een Italiaanse antiquair die een sleutelfiguur vormde in de wetenschap van de numismatiek.
Hij werd geboren in Savignano, vlak bij Rimini in Italië. Hij studeerde in Bologna en Rome. Doordat de kracht van zijn ogen afnam door de bestudering van documenten uit de middeleeuwen, turnde hij zijn specialisme om naar epigrafie en numismatiek. In Rome sorteerde en catalogiseerde hij verschillende collecties van munten, waaronder munten uit het Vaticaan, een taak die hij ondernam voor Paus Pius VII. Door de onrusten van 1821, besloot Borghesi met pensioen te gaan in San Marino, waar hij overleed in april 1860. Hij zou daar ook werken aan zijn Osservazioni numismatiche, een verzamelwerk bestaande uit zeventien decaden met 170 artikelen, die over de muntslag in de Romeinse Republiek handelde. Dit werk wordt in de numismatische vakwereld nog steeds van zeer groot belang beschouwd. Bartolomeo Borghesi werd in 1838 (of 1835) als vertegenwoordiger van de republiek San Marino voor de kroning van de Oostenrijkse keizer Ferdinand I van Oostenrijk tot koning van Lombardije-Venetië naar Milaan gestuurd.
Hoewel hij voornamelijk wetenschapper was, is Borghesi ook een periode podestà geweest van het kleine staatje. Zijn monumentale werk, Nuovi Frammenti dei Fasti Consolari Capitolini (1818–1820), trok de aandacht van de geleerdenwereld, omdat het een basis vormde voor de chronologie van de Romeinse geschiedenis, terwijl zijn bijdrages in Italiaanse archeologische tijdschriften zijn reputatie vestigden als numismatist en oudheidkundige. Voordat Borghesi overleed, publiceerde hij een bekende collectie, waarin alle Latijnse inscripties van de Romeinse wereld werden beschreven. Dit werk werd opgenomen in het Corpus Inscriptionum Latinarum, de verzameling van Latijnse inscripties die Theodor Mommsen had opgezet onder auspiciën van de Preussische Akademie der Wissenschaften. Napoleon III beval de publicatie van een complete editie van de werken van Borghesi. Deze editie, in tien volumes, waarvan het eerste in 1862 het licht zag, zou pas in 1897 voltooid worden.
In 2004 sloeg de republiek San Marino een herdenkingsmunt van € 2 met de beeldenaar van Bartolomeo Borghesi.